# 胡新元
胡新元（？—），男，中华人民共和国政治人物，曾任中纪委副秘书长，现任中央第十巡视组组长。